# Glen Sherley
Glen Milborn Sherley (* 9. März 1936 in Oklahoma; † 11. Mai 1978 in Gonzales) war ein US-amerikanischer Country-Sänger und Songwriter. Er schrieb unter anderem Johnny Cashs Song Greystone Chapel, der 1968 aufgenommen wurde.

## Leben
Sherley kam 1936 in Oklahoma als Sohn von Landarbeitern zur Welt. In den 1940er Jahren zogen sie nach Kalifornien, um auf Baumwoll- und Kartoffelfarmen zu arbeiten. Glen Sherley war ein Jugendstraftäter und in den 1950er und 1960er Jahren häufig für verschiedene Verbrechen im Gefängnis. In dieser Zeit wurde er von Johnny Cash entdeckt, als er 1968 unter anderem in San Quentin und Folsom Prison wegen eines bewaffneten Diebstahls einsaß.
In den späten 1960er Jahren schrieb er im Gefängnis den Song Greystone Chapel in Anlehnung an die Gefängniskapelle in Folsom, in dem er zu dieser Zeit seine Strafe verbüßte, und nahm dieses Lied auf. Am Vorabend des Konzerts At Folsom Prison bekam Cash eine Kopie des Liedes vom befreundeten Gefängnispfarrer. Der Song wurde während des Konzerts am 13. Januar 1968 von Johnny Cash erstmals aufgenommen. In einem Interview mit dem Life Magazine 1994 sagte er:
„The night before I was going to record at Folsom prison, I got to the motel and a preacher friend of mine brought me a tape of a song called Greystone Chapel. He said a convict had written it about the chapel at Folsom. I listened to it one time and I said, 'I've got to do this in the show tomorrow'. So I stayed up and learned it, and the next day the preacher had him in the front row. I announced, 'This song was written by Glen Sherley'. It was a terrible, terrible thing to point him out among all those cons, but I didn't think about that then. Everybody just had a fit, screaming and carrying on.“
„In der Nacht bevor ich die Aufnahmen im Folsom Prison machte, ging ich zum Motel und ein befreundeter Priester brachte mir das Tonband mit dem Lied Greystone Chapel. Er sagte, ein Insasse hätte es über die Kapelle im Folsom Prison geschrieben. Ich hörte es einmal an und sagte 'Ich muss das morgen beim Konzert spielen'. Deshalb blieb ich wach und lernte es, und am nächsten Tag hatte der Priester ihn in die erste Reihe gesetzt. Ich kündigte an: 'Dieses Lied wurde geschrieben von Glen Sherley'. Es war eine schreckliche, schreckliche Sache, dass ich ihn unter all den Insassen hervorhob, aber ich dachte damals nicht darüber nach. Alle waren wie verrückt und schrieen, ich solle weitermachen.“
1971 folgte Glen Sherleys nächster Erfolg, als der Country-Sänger Eddy Arnold den von ihm geschriebenen Song  Portrait of My Women aufnahm. Dieses Lied wurde auch zum Titelsong von Eddy Arnolds nächstem Album. Danach wurde Sherley angeboten, ein Livealbum aufzunehmen, noch während er im Gefängnis saß. Das Album mit dem Titel Live at Vacaville, California wurde von Mega Records aufgezeichnet und veröffentlicht und wurde ein großer Erfolg. Durch die Erlaubnis der Gefängnisleitung nach einem Angebot von Johnny Cash konnte er auch Cashs Label House of Cash beitreten.
Glen Sherley organisierte ein Konzert im Tennessee State Prison, bei dem die Dokumentation Flower Out of Place gefilmt wurde, und bei dem Johnny Cash, Linda Ronstadt und Roy Clark auftraten. Sherleys eigener Auftritt ist in dem Film nicht zu sehen.
In den späten 1970er Jahren bekam er Probleme mit seinem Starruhm und er verschwand aus dem Rampenlicht. Er entfremdete sich von Frau und Kindern und wurde alkohol- und drogensüchtig. Er arbeitete bei einer Rinderzucht und lebte im Führerhaus eines Sattelschleppers. Am 11. Mai 1978 verübte Glen Sherley im Alter von 42 Jahren im Haus seines Bruders in Gonzales Suizid.